# Kajakarstwo na Letnich Igrzyskach Olimpijskich 2008 – K-2 500 m mężczyzn
K-2 500 metrów mężczyzn to jedna z konkurencji w kajakarstwie klasycznym rozgrywanych podczas Letnich Igrzysk Olimpijskich 2008. Kajakarze rywalizowali między 19 a 23 sierpnia na torze Park Olimpijski Shunyi w Pekinie.

## Terminarz
Wszystkie godziny są podane w czasie pekińskim (UTC+08:00)
| Data             | Godzina |            |
| ---------------- | ------- | ---------- |
| 19 sierpnia 2008 | 17:10   | Eliminacje |
| 21 sierpnia 2008 | 16:40   | Półfinał   |
| 23 sierpnia 2008 | 16:35   | Finał      |

## Wyniki

### Eliminacje
Pierwsze trzy osady z każdego biegu eliminacyjnego awansowały do finału. Osady z miejsc 4 - 7 oraz osada z najlepszym czasem z 8. miejsca awansowała do półfinału. Pozostałe osady zostały wyeliminowane.
Bieg 1
| Pozycja | Zawodnik                                | Czas     | Uwagi |
| ------- | --------------------------------------- | -------- | ----- |
| 1.      | Ronald Rauhe Tim Wieskötter             | 1:28,736 | QF    |
| 2.      | Vincent Lecrubier Sébastien Jouve       | 1:29,805 | QF    |
| 3.      | Andrea Facchin Antonio Scaduto          | 1:30,240 | QF    |
| 4.      | Krists Straume Kristaps Zaļupe          | 1:31,020 | QSF   |
| 5.      | Alvydas Duonėla Egidijus Balčiūnas      | 1:31,232 | QSF   |
| 6.      | Clint Robinson Jacob Clear              | 1:31,712 | QSF   |
| 7.      | Aleksiej Diergunow Dmitrij Kaltenberger | 1:33,363 | QSF   |
| 8.      | Shen Jie Huang Zhipeng                  | 1:34,432 |       |

Bieg 2
| Pozycja | Zawodnik                                 | Czas     | Uwagi |
| ------- | ---------------------------------------- | -------- | ----- |
| 1.      | Raman Piatruszenka Wadzim Machnieu       | 1:28,661 | QF    |
| 2.      | Saúl Craviotto Carlos Pérez              | 1:28,983 | QSF   |
| 3.      | Zoltán Kammerer Gábor Kucsera            | 1:30,099 | QSF   |
| 4.      | Richard Dessureault-Dober Andrew Willows | 1:30,348 | QSF   |
| 5.      | Kim Wraae Knudsen René Holten Poulsen    | 1:30,348 | QSF   |
| 6.      | Marek Twardowski Adam Wysocki            | 1:32,107 | QSF   |
| 7.      | Mika Hokajärvi Kalle Mikkonen            | 1:33,785 | QSF   |
| 8.      | José Giovanni Ramos Gabriel Rodríguez    | 1:34:220 | qSF   |

## Półfinał
Trzy najszybsze osady awansowały do finału.
Półfinał
| Pozycja | Zawodnik                                 | Czas     | Uwagi |
| ------- | ---------------------------------------- | -------- | ----- |
| 1.      | Richard Dessureault-Dober Andrew Willows | 1:31,232 | QF    |
| 2.      | Marek Twardowski Adam Wysocki            | 1:31,481 | QF    |
| 3.      | Kim Wraae Knudsen René Holten Poulsen    | 1:31,796 | QF    |
| 4.      | Krists Straume Kristaps Zaļupe           | 1:32,649 |       |
| 5.      | Alvydas Duonėla Egidijus Balčiūnas       | 1:32,887 |       |
| 6.      | Aleksiej Diergunow Dmitrij Kaltenberger  | 1:33,512 |       |
| 7.      | Clint Robinson Jacob Clear               | 1:33,839 |       |
| 8.      | Mika Hokajärvi Kalle Mikkonen            | 1:34,994 |       |
| 9.      | José Giovanni Ramos Gabriel Rodríguez    | 1:37,285 |       |

## Finał
| Pozycja | Zawodnik                                 | Czas     | Uwagi |
| ------- | ---------------------------------------- | -------- | ----- |
| złoto   | Saúl Craviotto Carlos Pérez              | 1:28,736 |       |
| srebro  | Ronald Rauhe Tim Wieskötter              | 1:28,827 |       |
| brąz    | Raman Piatruszenka Wadzim Machnieu       | 1:30,005 |       |
| 4.      | Zoltán Kammerer Gábor Kucsera            | 1:30,285 |       |
| 5.      | Kim Wraae Knudsen René Holten Poulsen    | 1:30,569 |       |
| 6.      | Richard Dessureault-Dober Andrew Willows | 1:30,857 |       |
| 7.      | Vincent Lecrubier Sébastien Jouve        | 1:31,312 |       |
| 8.      | Marek Twardowski Adam Wysocki            | 1:31,869 |       |
| 9.      | Andrea Facchin Antonio Scaduto           | 1:31,934 |       |